# Atomosia barbiellinii
Atomosia barbiellinii är en tvåvingeart som beskrevs av Charles Howard Curran 1935. Atomosia barbiellinii ingår i släktet Atomosia och familjen rovflugor. Inga underarter finns listade i Catalogue of Life.